# Cryphoeca shinkaii
Cryphoeca shinkaii là một loài nhện trong họ Hahniidae.
Loài này thuộc chi Cryphoeca. Cryphoeca shinkaii được Hirotsugu Ono miêu tả năm 2007.